# Jack Capuano
Jack C. Capuano (* 7. Juli 1966 in Cranston, Rhode Island) ist ein ehemaliger US-amerikanischer Eishockeyspieler und derzeitiger -trainer italienischer Abstammung. Während seiner aktiven Karriere spielte er unter anderem für die Toronto Maple Leafs, Vancouver Canucks und Boston Bruins in der National Hockey League. Sein Bruder Dave spielte ebenfalls in der NHL. Seit Juli 2024 fungiert er als Assistenztrainer der Minnesota Wild, nachdem er von 2010 bis 2017 die New York Islanders als Cheftrainer betreut hatte.

## Karriere
Während seiner Zeit an der Kent Prep School wurde Jack Capuano beim NHL Entry Draft 1984 von den Toronto Maple Leafs in der fünften Runde an Position 88 ausgewählt. Capuano spielte von 1985 bis 1988 im Eishockeyteam der University of Maine in der Hockey East. Dort war der Verteidiger einer der Stammkräfte des Teams und erzielte in der Saison 1987/88 50 Punkte in 43 Spielen. In der Saison 1988/89 spielte er ausschließlich für die Newmarket Saints und kam zu 75 Einsätzen in der American Hockey League, bevor er zur folgenden Saison sein Debüt für die Maple Leafs in der NHL gab. Doch es blieb bei nur einem Einsatz für die Leafs in der NHL. Am 20. Dezember 1989 wurde er in einem Tauschgeschäft zu den New York Islanders transferiert. Capuano spielte die Saison bei den Springfield Indians in der AHL zu Ende, nachdem er zuvor erneut in Newmarket aufgelaufen war.
Im März 1990 schickten ihn die Islanders für Jeff Rohlicek zu den Vancouver Canucks. Auch dort blieb ihm der Durchbruch in der NHL verwehrt. Er kam aber zu drei Einsätzen für die Canucks und wurde anschließend für den Rest der Spielzeit zu den Milwaukee Admirals in die International Hockey League geschickt. Am 1. August 1991 unterschrieb er als Free Agent einen Vertrag bei den Boston Bruins. Nach zwei Spielen in der NHL war seine Karriere bei den Bruins beendet, anschließend beendete er die Saison 1991/92 bei den Maine Mariners in der AHL und gab danach sein Karriereende bekannt.
Die Saison 1996/97 begann er als Assistenztrainer bei den Tallahassee Tiger Sharks in der East Coast Hockey League. Nach der Entlassung von Barry Smith wurde er noch in der gleichen Saison als Cheftrainer der Knoxville Cherokees vorgestellt. Capuano konnte die Mannschaft im Saisonverlauf aber nicht mehr in die Erfolgsspur zurückführen und verpasste die Playoffs als Letzter der East Division. Zur folgenden Saison wurde er Trainer bei den Pee Dee Pride. In drei Spielzeiten in Folge führte Capuano das Team in die Playoffs und scheiterte im Spieljahr 1998/99 erst in der Runde der letzten vier gegen den späteren Meister Mississippi Sea Wolves. Während der Saison 2000/01 wurde er nach dem Weggang von Frank Anzalone nochmals zum Trainer bei den Pee Dee Pride ernannt. Nach 15 Spielen war sein zweites Engagement dort aber bereits wieder beendet.
In der Saison 2005/06 war er als Assistenztrainer bei den New York Islanders tätig. Anschließend übernahm er auch bei deren Farmteam, den Bridgeport Sound Tigers, dieselbe Position und wurde ein Jahr später zum Cheftrainer befördert. In drei Jahren gelang zwei Mal der Einzug in die Playoffs, wo er in der ersten Runde das Ausscheiden folgte. Auch die Saison 2010/11 begann Capuano bei den Sound Tigers. Nach der Entlassung von Scott Gordon am 15. November 2010 wurde Capuano zum Trainer der Islanders ernannt. Seine vakante Position in Bridgeport füllte Pat Bingham aus.
Im September 2016 stand er als Co-Trainer des Team USA beim World Cup of Hockey 2016 hinter der Bande, schied mit der Mannschaft allerdings bereits in der Gruppenphase aus.
Im Januar 2017 wurde Capuano bei den Islanders entlassen, als das Team nach 42 Spielen auf dem letzten Platz der Eastern Conference rangierte. Als Nachfolger wurde Doug Weight vorgestellt. Anschließend fungierte Capuano als Assistent an der Seite von Jeff Blashill bei der Weltmeisterschaft 2017. Im Juni 2017 stellten ihn dann die Florida Panthers als neuen Assistenten von Bob Boughner vor. Dort war er in der Folge zwei Jahre lang tätig, bevor er im Juni 2019 in gleicher Funktion bei den Ottawa Senators angestellt wurde. Für diese war er bis 2024 tätig, als er ebenfalls als Assistenztrainer von den Minnesota Wild angestellt wurde.
Bei der Weltmeisterschaft 2021 fungierte Capuano erstmals als Cheftrainer der Nationalmannschaft der USA und führte das Team dabei zur Bronzemedaille.

## Erfolge und Auszeichnungen
- 1987 Hockey East Second All-Star Team
- 1988 Hockey East First All-Star Team
- 1991 IHL Second All-Star Team